# Sulzfluh
Sulzfluh – szczyt w paśmie Rätikon w Alpach Retyckich. Leży na granicy między Austrią (Vorarlberg) i Szwajcarią (Gryzonia).
Na zachód od szczytu znajduje się Drusenfluh oraz Drei Türme z charakterystycznymi trzema wierzchołkami. Sulzfluh góruje nad doliną Gauertal (Montafon, Austria) na północy oraz Sankt Antönien na południu (Prättigau, Szwajcaria).